# Albert Döderlein
Pour les articles homonymes, voir Döderlein.
Albert Sigmund Gustav Döderlein est un gynécologue allemand, né à Augsbourg le 5 juillet 1860 et mort à Munich le 10 décembre 1941. Les bactéries du genre Lactobacillus, qui forment la flore vaginale normale, sont désignées sous le nom de « bacille de Döderlein » ou de « flore de Döderlein »,. C'est lui aussi qui, pour des raisons d'asepsie, a introduit l'usage des gants en caoutchouc en obstétrique et dans les soins gynécologiques.

## Carrière
Fils de médecin militaire, il étudia la médecine à Erlangen, où il obtint son doctorat en 1884. En 1888 il enseignait à Leipzig et, en 1897, il reçut un appel pour Groningue comme professeur titulaire, mais la même année c'est à Tübingen qu'il alla comme professeur et finalement, en 1907, il succéda à sa chaire à l'université de Munich à Franz von Winckel (de) qui prenait sa retraite.
À partir de 1918, il s'impliqua dans la Münchner Kommission zur Beratung von Fragen der Erhaltung und Vermehrung der Volkskraft, commission dont le siège était à Munich et dont le rôle était de débattre sur les façons de conserver et d'accroître la force de la population. Après la prise du pouvoir par les nazis et l'adoption de la loi de stérilisation, il en écrivit le commentaire juridique officiel, Die Eingriffe zur Unfruchtbarmachung der Frau (Comment procéder à la stérilisation d'une femme). Après sa retraite en 1934, il devint co-éditeur de la Münchner medizinischen Wochenschrift (de) (L'Hebdomadaire médicale de Munich).
Le gynécologue Gustav Döderlein (de), professeur au Centre gynécologique universitaire d'Iéna, était son fils.